# Papua New Guinea Post-Courier
Papua New Guinea Post-Courier – dziennik w Papui-Nowej Gwinei, wydawany od 1969 roku. Ukazuje się w języku angielskim. W 2007 r. jego dzienny nakład wynosił 30 tys. egzemplarzy.